# Echinopora spinulosa
Espèce
Echinopora spinulosa est une espèce de coraux appartenant à la famille des Merulinidae.